# Diagram Tanabe-Sugano
Diagram Tanabe-Sugano – w spektroskopii i chemii koordynacyjnej, wykres przedstawiający zależność energii termów, od wielkości rozszczepienia orbitalu d. Nazwa pochodzi od nazwiska japońskich naukowców Yukito Tanabe i Satoru Sugano. Podobnym wykresem jest diagram Orgela.

## Opis diagramów
W atomach centralnych związków kompleksowych, które zawierają więcej niż jeden elektron zachodzą oddziaływania pomiędzy elektronami a polem ligandów oraz oddziaływanie zwane sprzężeniem Russella-Saundersa. W wyniku tegoż oddziaływania następuje zmniejszenie degeneracji termów i towarzyszące temu rozszczepienie na kilka termów.
Dla zobrazowania różnic energii jaka towarzyszy rozszczepieniu termów, kreśli się diagramy Tanabe-Sugano. Podobnie jak diagramy Orgela, są one w ogólności zależnością energii termu (E) w funkcji parametru rozszczepienia w polu ligandów (Δ). Jednak w przeciwieństwie do diagramów Orgela, mają one ściśle liniową skalę Δ. Jest to spowodowane wprowadzeniem do diagramów T-S parametru Racah (B). Zarówno energia termu, jak i parametr rozszczepienia jest dzielony przez B. Energia stanu podstawowego jest ustalona jako zero, natomiast energie wszystkich pozostałych termów są kreślone w odniesieniu do termu podstawowego. 
Z diagramów Tanabe-Sugano można wyznaczyć wartości Δ i B. Jednak ich sens fizyczny można ocenić tylko po odwołaniu się do wartości B dla swobodnych jonów oraz do szeregu spektrochemicznego (dla Δ).

## Przykłady wykresów
Poniżej przedstawiono diagramy Tanabe-Sugano dla kompleksów oktaedrycznych:

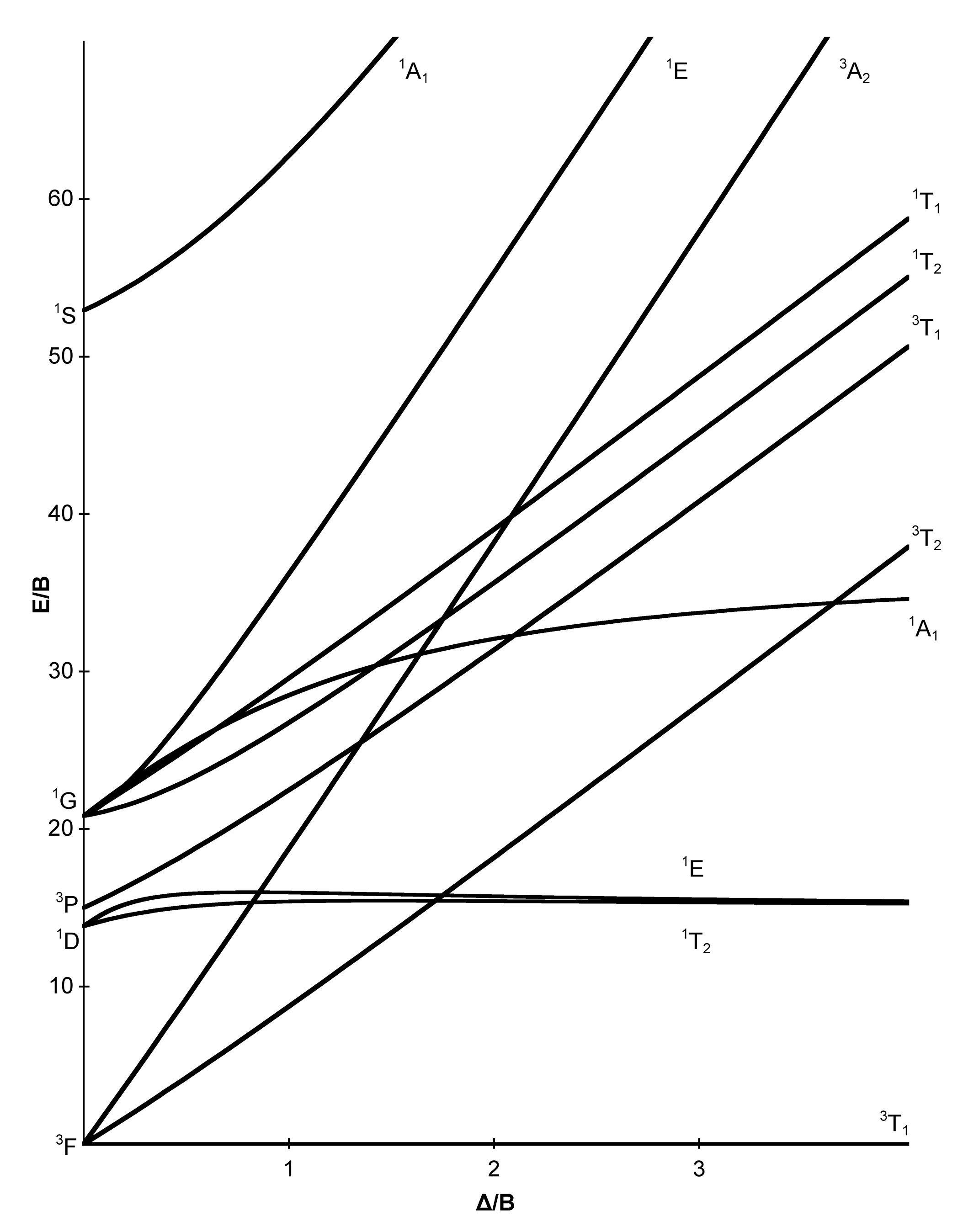
diagram T-S dla konfiguracji d2
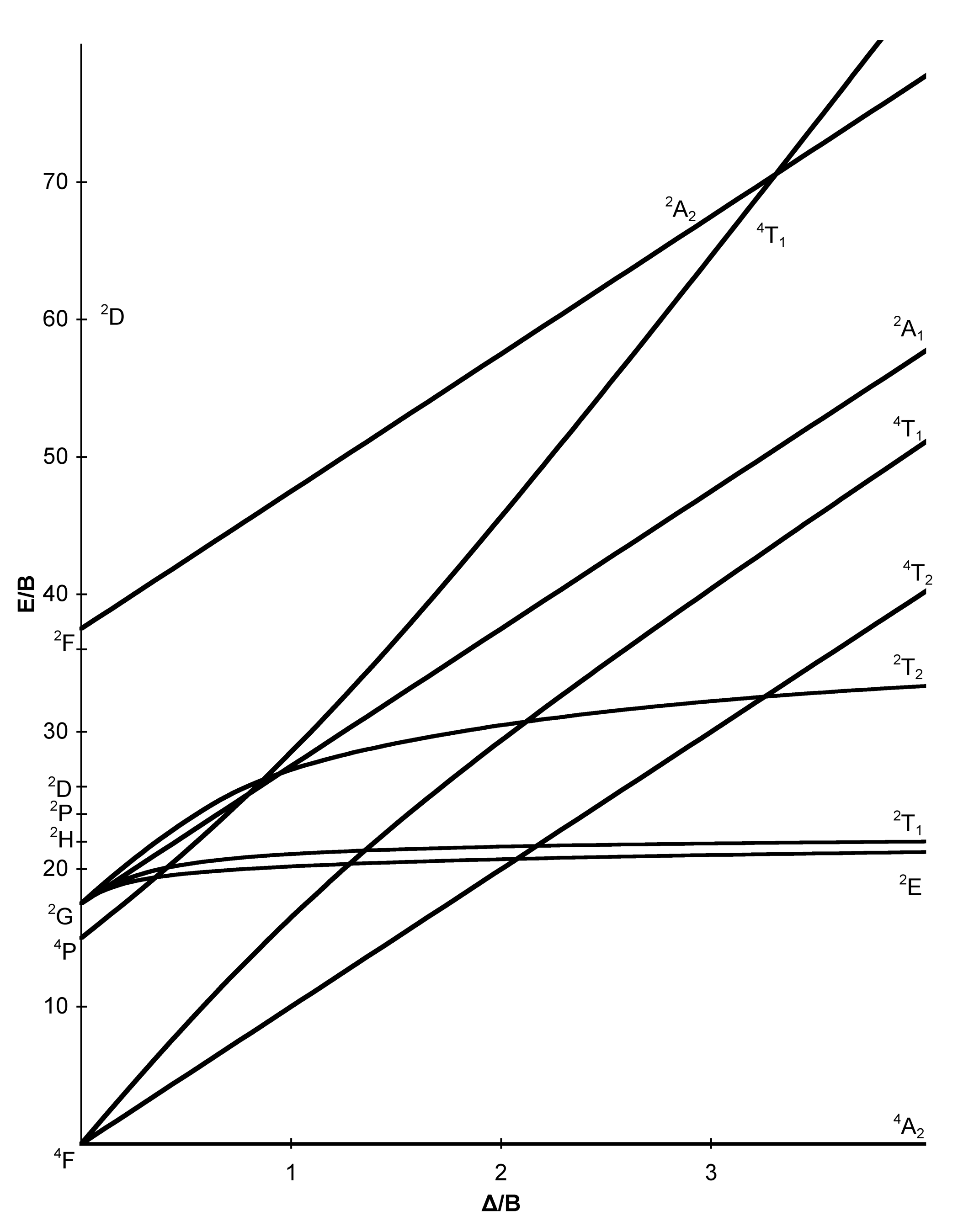
diagram T-S dla konfiguracji d3
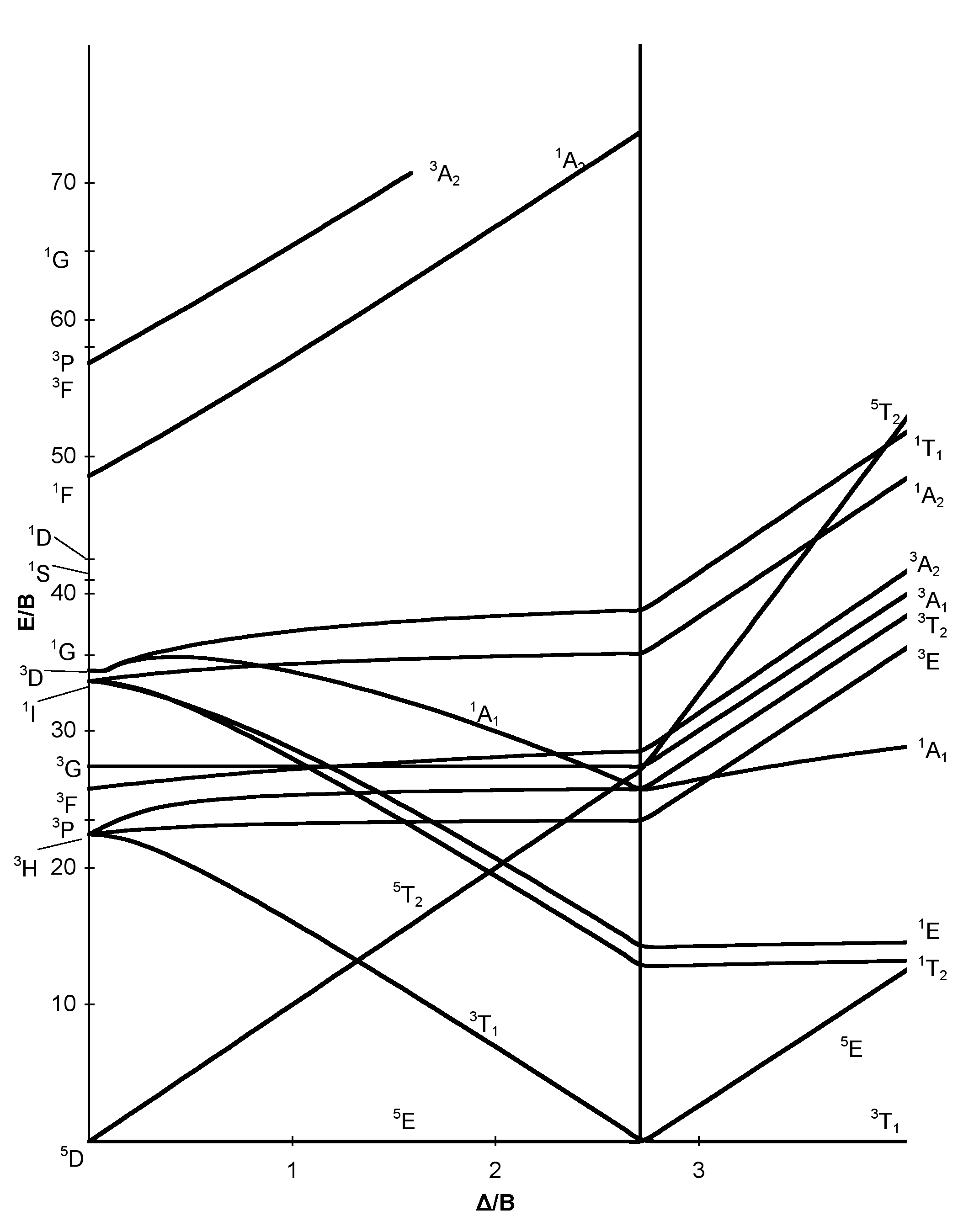
diagram T-S dla konfiguracji d4
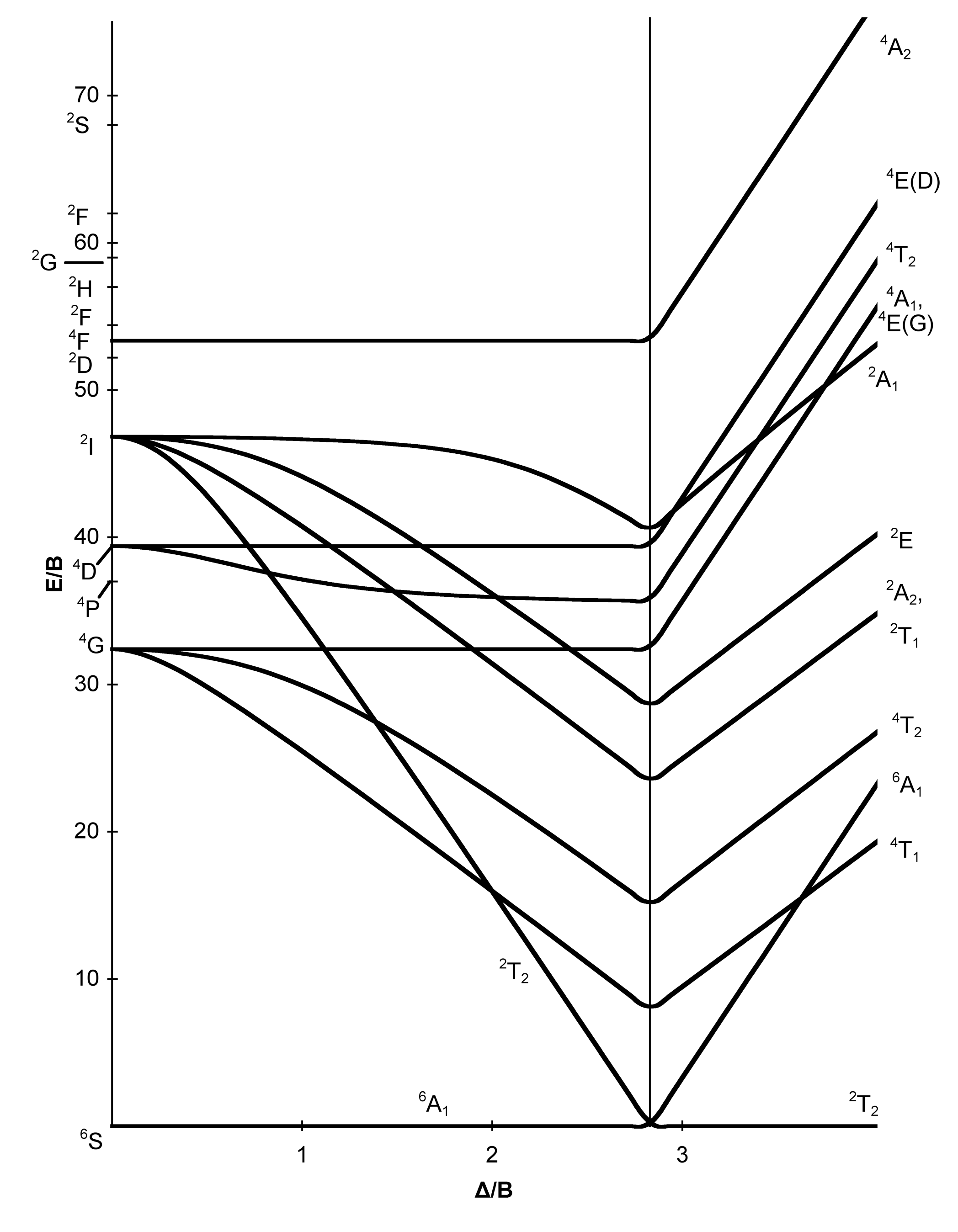
diagram T-S dla konfiguracji d5
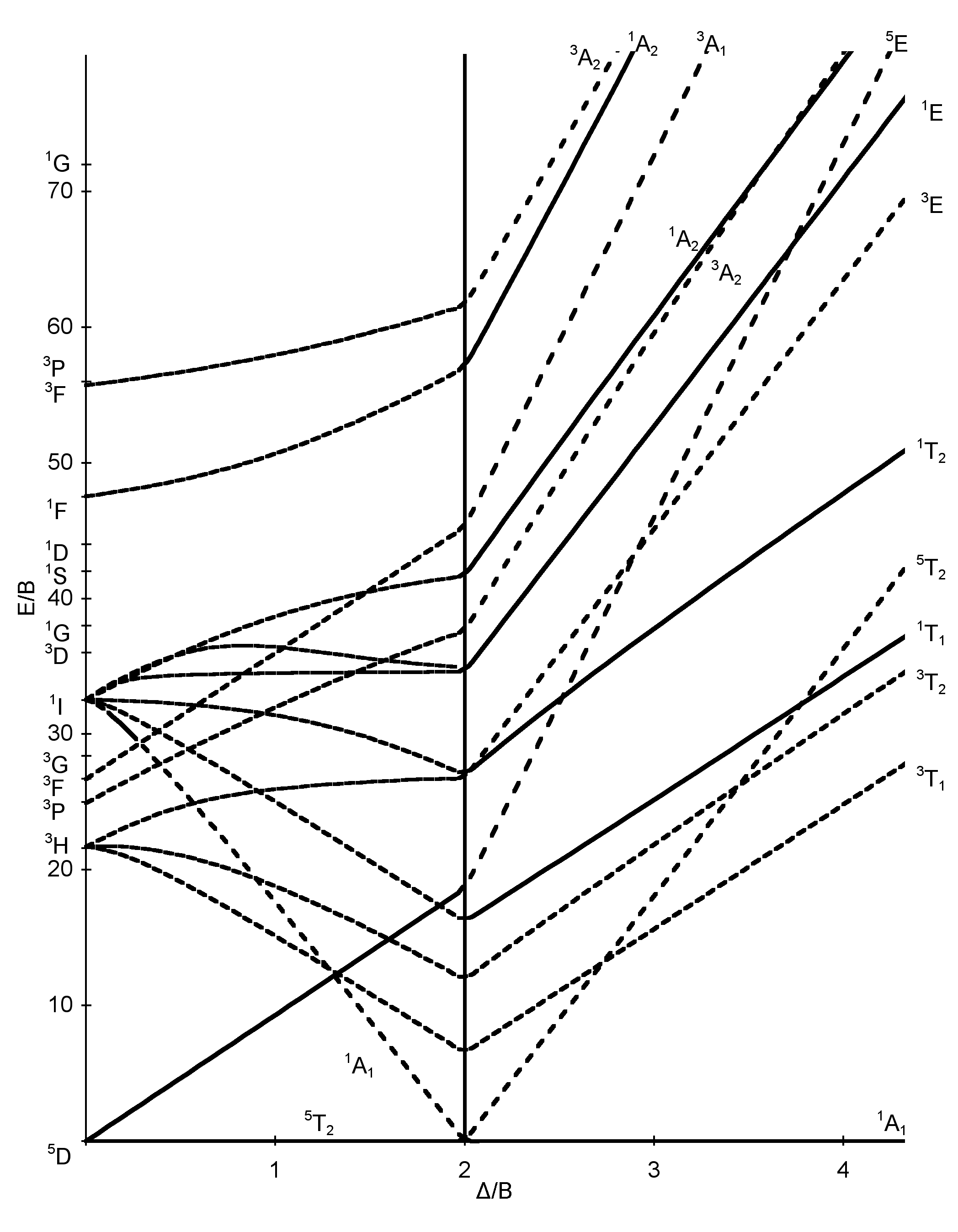
diagram T-S dla konfiguracji d6
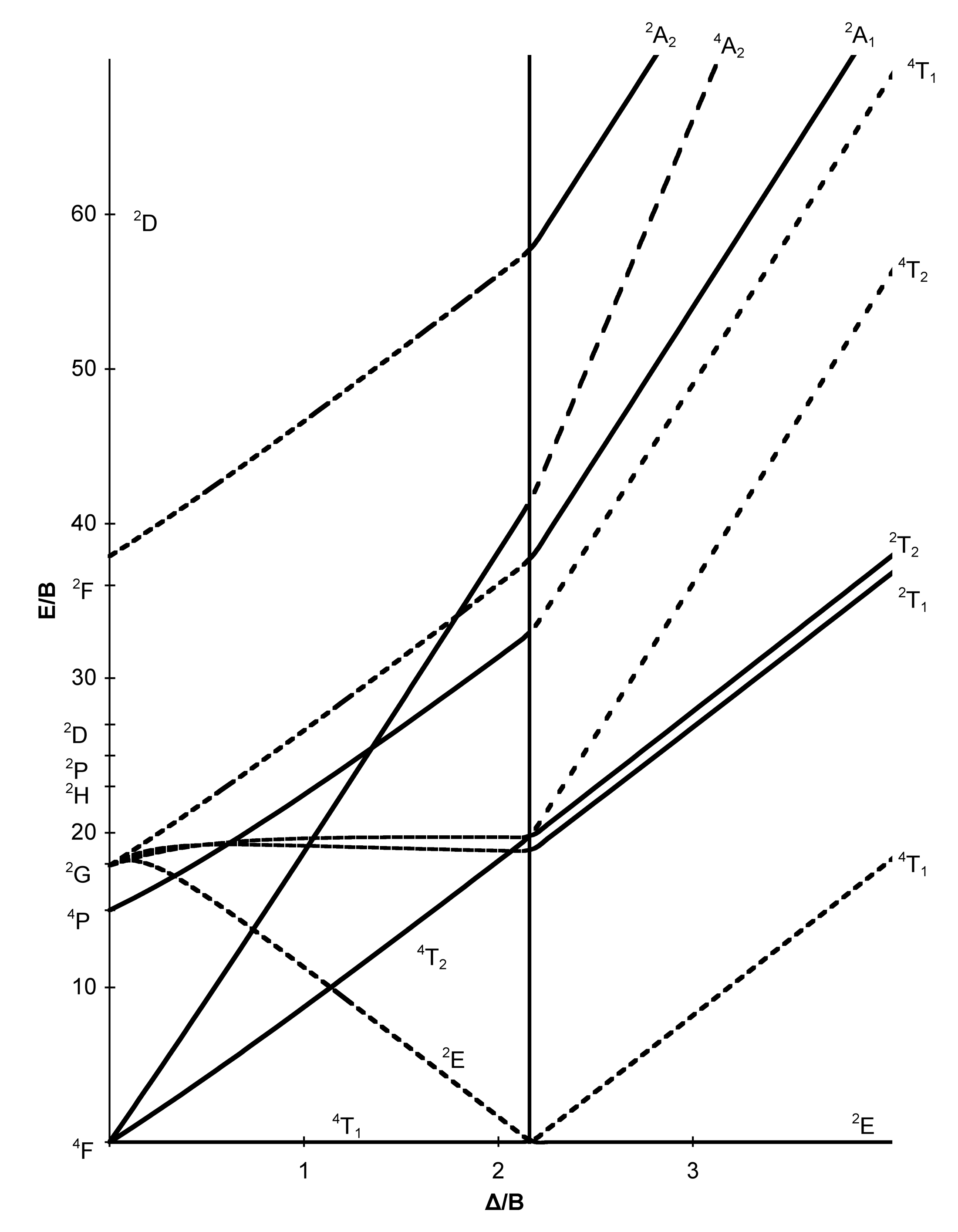
diagram T-S dla konfiguracji d7
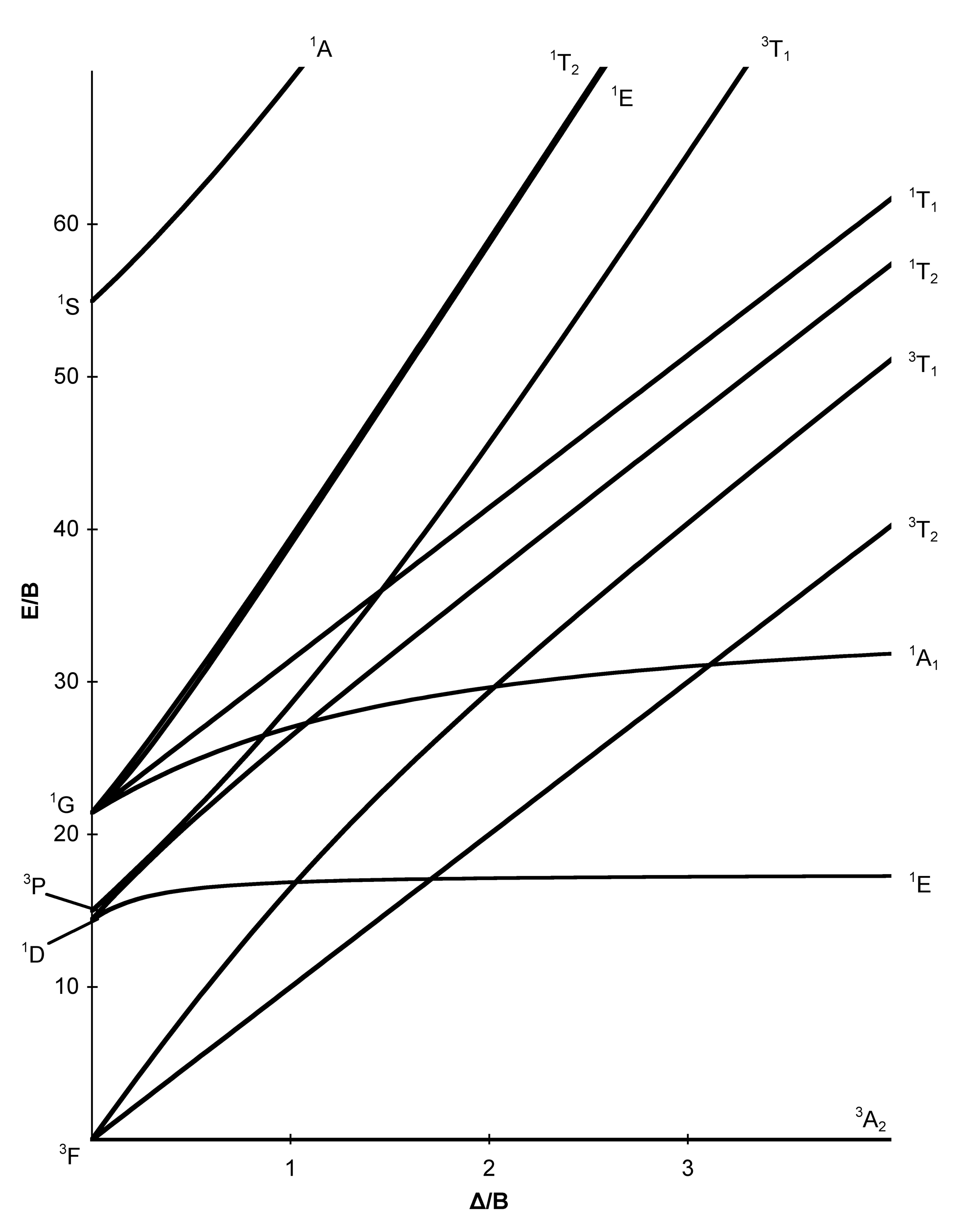
diagram T-S dla konfiguracji d8

Diagramy dla konfiguracji d1, d9 i d10 nie istnieją. W konfiguracjach d1 i d9 jest możliwe tylko jedno przejście elektronu, zatem istnieje tylko jeden stan wzbudzony (o energii rozszczepienia Δ większej od stanu podstawowego. Atom o konfiguracji d10 ma całkowicie zapełniony orbital d i nie wykazuje przejść elektronowych.

## Zalety względem diagramów Orgela
Diagramy Tanabe-Sugano są uznawane za lepsze niż diagramy Orgela z kilku powodów:
- diagramy T-S obrazują wszystkie możliwe przejścia, a nie tylko przejścia termów o najwyższej multipletowości
- dla konfiguracji d4-d7 uwzględnia zarówno kompleksy wysoko- i niskospinowe